# Reportage
Een reportage is een verslag van een nieuwswaardige situatie of gebeurtenis in een communicatiemiddel, zoals de krant, radio, televisie of tijdschrift.
Op radio en televisie zijn reportages vaak onderdeel van uitgebreidere programma's, zoals het journaal of actualiteitenrubrieken.